# Oxytropis approximata
Oxytropis approximata är en ärtväxtart som beskrevs av Lessen. Oxytropis approximata ingår i släktet klovedlar, och familjen ärtväxter. Inga underarter finns listade i Catalogue of Life.